# 巴拉望树鹛
巴拉望树鹛（学名：Malacopteron palawanense），是画眉科树鹛属的一种，为菲律宾的特有种。该物种的保护状况被评为近危。
巴拉望树鹛的平均体重约为32.4克。栖息地为亚热带或热带的湿润低地林。